# (35111) 1992 BH4
1992 BH4 (asteroide 35111) é um asteroide da cintura principal. Possui uma excentricidade de 0.14838960 e uma inclinação de 2.40040º.
Este asteroide foi descoberto no dia 29 de janeiro de 1992 por Spacewatch em Kitt Peak.